# 熱烤阿拉斯加

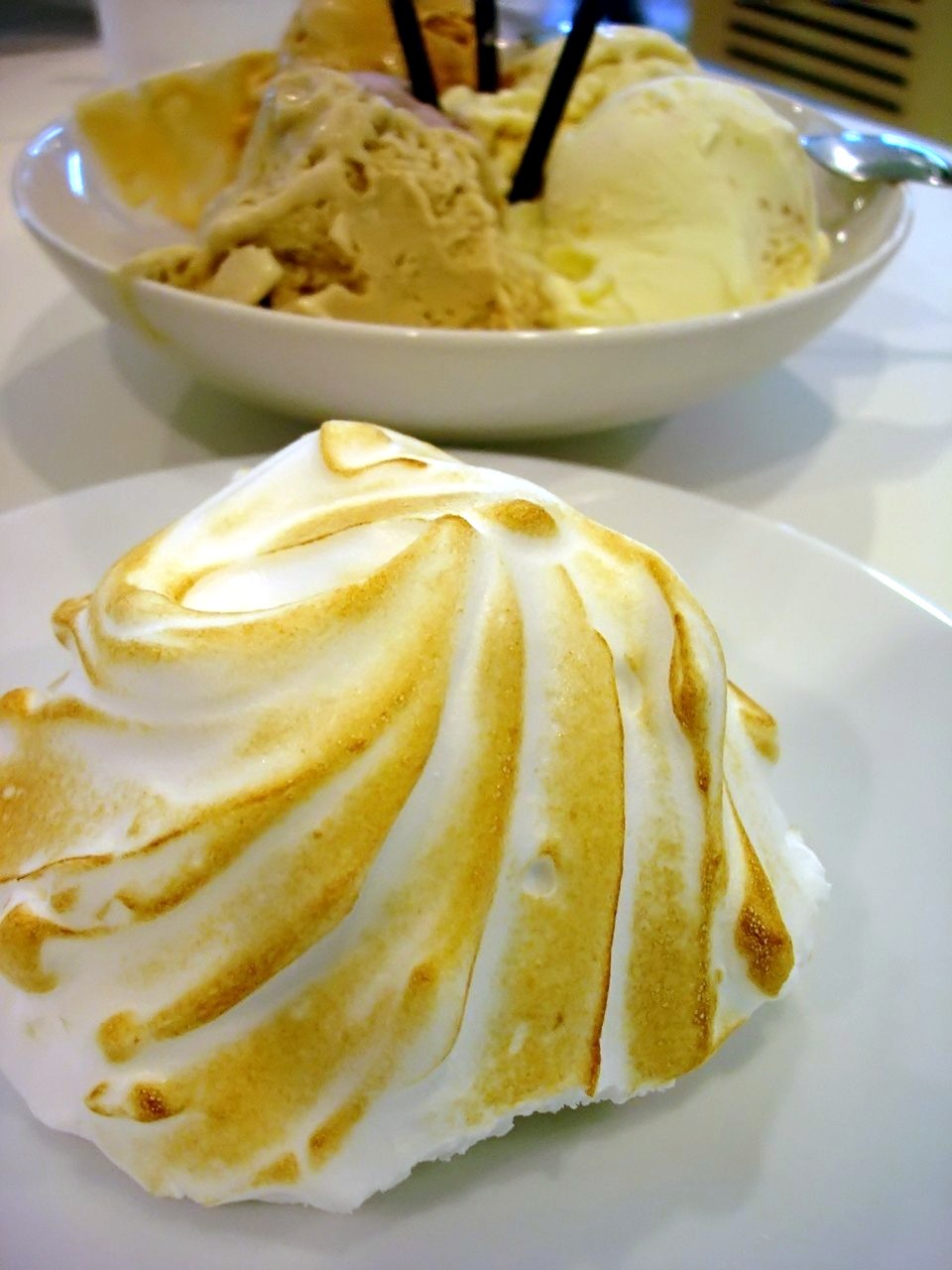
熱烤阿拉斯加

熱烤阿拉斯加（Baked Alaska）（又稱glace au four，omelette à la norvégienne，Norwegian omelette，omelette surprise）也譯作焗火焰雪山、阿拉斯加雪球或烤冰淇淋蛋白甜餅，是一道冰淇淋點心。冰淇淋先放在置於盤子裡的海綿蛋糕或聖誕布丁上，並在冰淇淋上面塗上蛋白霜。接著將整道點心短暫置入烤爐中將蛋白霜定色。蛋白霜可做為隔離層隔絕冰淇淋與外界的熱。
熱烤阿拉斯加得名於1876年的Delmonico's Restaurant。不論是熱烤阿拉斯加或'omelette à la norvégienne'/'Norwegian omelette'，這兩個名字都來自於阿拉斯加及挪威的低溫。。此外，由於與香港流行的點心火焰雪山十分類似，又火焰雪山的蛋白霜不經焗烤，因此又名焗火焰雪山。
2月1日為美國的熱烤阿拉斯加節（Baked Alaska Day）。

## 來源
最早這種點心的創意來自於一位華裔主廚，但是他是以餡餅皮裹住冰淇淋。爾後餡餅皮被改成蛋白霜，便成了現在所見的熱烤阿拉斯加。

## 菜色變化
一種熱烤阿拉斯加的變化點心稱作炸彈阿拉斯加（Bombe Alaska），於熱烤阿拉斯加淋上黑萊姆酒，上菜時呈燃燒狀態。